# AA Estudiantes (Río Cuarto)
Asociación Atletica Estudiantes, zwany także Estudiantes de Río Cuarto – argentyński klub piłkarski z siedzibą w mieście Río Cuarto leżącym w prowincji Córdoba.

## Osiągnięcia
Udział w mistrzostwach Argentyny Nacional (3): 1983, 1984, 1985

## Historia
Klub założony został 21 września 1912 roku i gra obecnie w drugiej lidze argentyńskiej Primera B Nacional.